# Alfred William Pollard
Alfred William Pollard (Londra, 1859 – 8 marzo 1944) è stato un bibliografo britannico, divenuto celebre soprattutto per aver portato ad un livello superiore di rigore critico gli studi sulle opere di William Shakespeare.

## Biografia

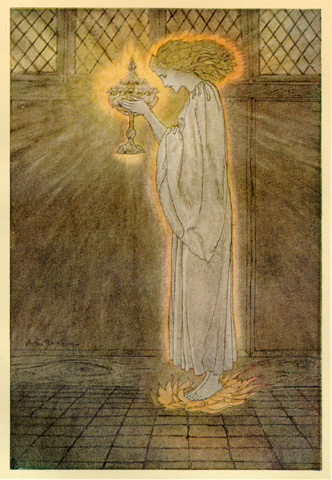
"How at the Castle of Corbin a Maiden Bare in the Sangreal and Foretold the Achievements of Galahad", illustrazione di Arthur Rackham per The Romance of King Arthur and His Knights of the Round Table di Pollard (1917).

Alfred William Pollard studiò alla King's College School a Londra e poi al St John's College dell'università di Oxford. Nel 1883 fu assunto al British Museum, in qualità di assistente presso il Department of Printed Books; fu poi promosso assistente conservatore (Assistant Keeper) nel 1909, e infine conservatore nel 1919. Nell'ultimo anno Pollard fu nominato professore di bibliografia inglese alla Università di Londra. Pubblicò il giornale The Library per trent'anni (1903-34) e fu Segretario Onorario della Bibliographical Society dal 1893 al 1934.
Fu autore, in collaborazione con G.R. Redgrave, del Short-Title Catalogue of English Books Printed in England, Scotland, and Ireland, and of English books Printed Abroad, 1475-1640 (Londra 1926), primo tentativo di redigere una bibliografia nazionale inglese.
Pollard scrisse su numerosi argomenti di letteratura inglese lungo tutta la sua carriera; collaborò con vari studiosi di discipline specialistiche; curò la pubblicazione di Le Morte d'Arthur di Thomas Malory, nonché di una collezione di Fifteenth Century Poetry and Prose. Rimase per lungissimo tempo amico del poeta e filologo Alfred E. Housman, e fu collega del celebre studioso shakespeariano Edmund K. Chambers.

## Opere
- Records of the English Bible: The Documents Relating to the Translation and Publication of the Bible in English, 1525-1611, London, Oxford University Press, 1911.
- Shakespeare Folios and Quartos: A Study in the Bibliography of Shakespeare's Plays, 1909.
- A New Shakespeare Quarto: Richard II, 1916.
- Shakespeare's Fight with the Pirates, And the Problem of the Transmission of his Text, 1917.
- The Foundations of Shakespeare's Text, 1923.
- Shakespeare's Hand in the Play of Sir Thomas More (con W.W. Greg, E. Maunde Thompson, J. Dover Wilson e R. W. Chambers), 1923.
- Early Illustrated Books: A History of the Decoration and Illustration of Books in the 15th and 16th Centuries, 1927.
- English Miracle Plays, Moralities and Interludes; Specimens of the Pre-Elizabethan Drama, Oxford, the Clarendon Press, 1927.
- The Trained Printer and the Amateur, and the Pleasure of Small Books, 1929.
- A Census of Shakespeare's Plays in Quarto, (con Henrietta C. Bartlett), 1939.